# Vastese Calcio 1991-1992
Questa voce raccoglie le informazioni riguardanti  la Vastese Calcio nelle competizioni ufficiali della stagione 1991-1992.

## Rosa
| N. |                   | Ruolo | Calciatore            |
| -- | ----------------- | ----- | --------------------- |
|    | Italia (bandiera) | C     | Massimiliano Artibani |
|    | Italia (bandiera) | D     | Nicola Ballandrini    |
|    | Italia (bandiera) | D     | Giorgio Castorani     |
|    | Italia (bandiera) |       | Ceglia                |
|    | Italia (bandiera) | C     | Andrea Ciaramella     |
|    | Italia (bandiera) | C     | Adolfo Conti          |
|    | Italia (bandiera) | P     | Giuseppe De Filippis  |
|    | Italia (bandiera) | C     | Carmine De Foglio     |
|    | Italia (bandiera) | C     | Antonio De Santis     |
|    | Italia (bandiera) | D     | Paolo Di Lena         |
|    | Italia (bandiera) | D     | Carmelo Genovasi      |
|    | Italia (bandiera) | C     | Domenico Giacomarro   |

| N. |                   | Ruolo | Calciatore           |
| -- | ----------------- | ----- | -------------------- |
|    | Italia (bandiera) | D     | Fabrizio Masciangelo |
|    | Italia (bandiera) | D     | Giuseppe Naccarella  |
|    | Italia (bandiera) | D     | Maurizio Negri       |
|    | Italia (bandiera) | C     | Alessandro Pedroni   |
|    | Italia (bandiera) | C     | Giovanni Picasso     |
|    | Italia (bandiera) | A     | Enrico Russo         |
|    | Italia (bandiera) | A     | Andrea Scotini       |
|    | Italia (bandiera) | A     | Giuseppe Tortora     |
|    | Italia (bandiera) | C     | Pietro Turci         |
|    | Italia (bandiera) | P     | Mario Valenzano      |
|    | Italia (bandiera) | D     | Pasquale Viscido     |
|    | Italia (bandiera) | C     | Salvatore Zaffiro    |